# Oorlogsmonument Gerard Terborgstraat
Het Oorlogsmonument Gerard Terborgstraat is een beeld annex oorlogsmonument in Amsterdam-Zuid.
Het monument uit 2017 is ontworpen door Victor Levie. Vier bewoners en huurders bij de Samenwerking (Amsterdamse Coöperatieve Woningbouwvereniging Samenwerking) begonnen in 2015 een onderzoek naar slachtoffers van het Naziregime tijdens de Tweede Wereldoorlog. Zij kwamen met een overzicht van 169 namen van huurders van de Samenwerking en die vanwege hun Joodse geloof werden gedeporteerd en omgebracht, maar ook mensen die zelf een einde aan hun leven hebben gemaakt en omgebrachte verzetsmensen. De lijst werd aangevuld met bijvoorbeeld onderduikers, die ook slachtoffer werden. Het monument bestaat uit een viertal houten deurposten, een symbool van deuren waarachter slachtoffers woonden. Op de posten daarvan zijn witte, groene en zwarte plaatjes bevestigd. De witte geven de straat aan, de groene het huisnummer (en etage) en de zwarte de naam van de voormalige bewoners. Naast het monument is een plaquette aangebracht met uitleg. Het is “ondertekend” door www.samenwerking.org die hier destijds actief was en ook in de 21e eeuw woningen beheert. 